# Howard Georgi
Howard Mason Georgi III (* 6. Januar 1947 in San Bernardino, Kalifornien) ist ein US-amerikanischer Physiker.

## Leben
Georgi studierte an der Harvard University (Bachelor „magna cum laude“ in Physik und Chemie 1967) und wurde 1971 an der Yale University zum Ph. D. mit der Arbeit Scale and Conformal Invariance in Field Theory promoviert. Seit 1971 ist er in Harvard, wo er 1973 bis 1976 Junior Fellow war, ab 1976 Associate Professor und ab 1980 eine volle Professur hatte. Er ist dort seit 1992 Mallinckrodt Professor und ab 2005 Harvard College Professor.
Georgi ist für Arbeiten zu GUTs bekannt, insbesondere in seiner Pionierarbeit mit Sheldon Lee Glashow 1974 mit GUTs zu den Eichgruppen SU(5) und SO(10), die auch heute noch in modifizierter Form eine Favoritenrolle einnehmen. Bekannt ist ihre gemeinsame Arbeit heute als Georgi-Glashow-Modell. Mit Helen Quinn und Steven Weinberg fand er Hinweise auf die gegenseitige Annäherung der renomalisierten Kopplungskonstanten in GUTs. Mit Thomas Appelquist führte er eine der ersten Arbeiten zur Berechnung von Strahlungskorrekturen in der Quantenchromodynamik (QCD) aus. Mit De Rujula und Glashow sagte er das niederenergetische Spektrum des Charmoniums voraus und machte Vorhersagen aus einem mit der QCD modifizierten Quarkmodell. Er arbeitete auch mit David Politzer u. a. über störungstheoretische QCD, über effektive Quantenfeldtheorien (in allgemeinem Rahmen und ab 1990 für schwere Quarks), Theorien mit zusammengesetztem Higgs-Teilchen und Technicolor-Theorien, entwickelte mit Savas Dimopoulos 1981 frühe supersymmetrische GUTs, das sogenannte MSSM (Minimal Supersymmetric Standard Model). Mit Nima Arkani-Hamed entwickelte er „Dimensional Deconstruction“, die Vorteile von Theorien mit Extra-Dimensionen in einer vierdimensionalen Raumzeit implementieren, indem sie Eichgruppen verwenden, die das direkte Produkt von identischen Kopien von GUT-Eichgruppen sind.
2007 schlug er die Möglichkeit von Unparticle Physics (wörtlich Nicht-Elementarteilchenphysik) vor, die mögliche Existenz einer im Niedrigenergiebereich skaleninvarianten Feldtheorie. Sie könnte nicht durch Teilchen mit nicht-verschwindenden Massen beschrieben werden (da diese im Niedrigenergiebereich nicht skaleninvariant sind), sich bei Wechselwirkung mit Teilchen des Standardmodells aber als Ursache fehlender Energie und fehlenden Impulses bemerkbar machen. Ist die Skalierungsdimension d ungeradzahlig, würde sie einer Theorie mit einer ungeraden Zahl d von masselosen Teilchen ähneln, was eine der Signaturen ist, die Georgi für solche Theorien diskutiert hat.
1976 bis 1980 war er Sloan Research Fellow. 1993 wurde er Fellow der American Physical Society. 1995 wurde er zum Mitglied der National Academy of Sciences gewählt und mit dem Sakurai-Preis ausgezeichnet. Im Jahr 2000 erhielt er die Dirac-Medaille (ICTP). 2006 erhielt er den Pomerantschuk-Preis. 1982 bis 2004 war er Herausgeber von Physics Letters, Serie B. Er ist Mitglied der American Academy of Arts and Sciences.
Zu seinen Studenten zählen Benjamin Grinstein, John Hagelin, Lawrence J. Hall, David B. Kaplan, Aneesh Manohar, Ann Nelson und Lisa Randall.

## Werke
- Lie algebras in particle physics. From isospin to unified theories. Benjamin/Cummings, Reading, Mass. 1981 (2. Auflage 1999)
- Weak interactions and modern particle theory. Benjamin/Cummings, Reading, Mass. 1984 (Online auf seiner Webseite)
- The Physics of Waves, Prentice-Hall 1992

## Verweise
1. ↑  Howard Georgi im Mathematics Genealogy Project (englisch)
2. ↑  Georgi, Glashow: Unity of All Elementary-Particle Forces. In: Physical Review Letters. Band 32, 1974, S. 438–441, Georgi-Glashow-Modell
3. ↑  Georgi, Quinn, Weinberg: Hierarchy of Interactions in Unified Gauge Theories. In: Physical Review Letters. Band 33, 1974, S. 451
4. ↑  Appelquist, Georgi: Annihilation in Gauge theories of strong interactions. In: Physicsal Review D. Band 8, 1973, S. 4000
5. ↑  De Rujulia, Georgi, Glashow: Hadron Masses in a Gauge Theory. In: Physical Review D. Band 12, 1975, S. 147
6. ↑  Dimopoulos, Georgi: Softly broken Supersymmetry and SU(5). In: Nuclear Physics B. Band 193, 1981, S. 150
7. ↑  Georgi Unparticle Physics, Phys. Rev. Letters, Band 98, 2007, S. 221601, Georgi Another odd thing about unparticle physics, Phys. Letters B, Band 650, 2007, S. 275

| Personendaten    | Personendaten                                 |
| ---------------- | --------------------------------------------- |
| NAME             | Georgi, Howard                                |
| ALTERNATIVNAMEN  | Georgi, Howard Mason III (vollständiger Name) |
| KURZBESCHREIBUNG | US-amerikanischer Physiker                    |
| GEBURTSDATUM     | 6. Januar 1947                                |
| GEBURTSORT       | San Bernardino, Kalifornien                   |